# Estadio El Alcoraz
Estadio El Alcoraz is het thuisstadion van de Spaanse voetbalclub SD Huesca. Op 16 januari 1972 werd het ingehuldigd met een wedstrijd tussen SD Huesca en Deportivo Aragón. Huesca speelde in het verleden twee seizoenen in de Primera Division en tegenwoordig in de Segunda Division A. Het stadion bevat 9.100 zitplaatsen voor de toeschouwers. 
Het dankt zijn naam aan de Slag bij Alcoraz, die plaatsvond in 1096 tussen Peter I van Aragón en Al-Musta'in II.  Daardoor werd de toenmalige stad Wasqah, omdat het door de moslims werd overheerst, bij het Koninkrijk Aragon ingelijfd.  De huidige tweede voetbaluitrusting van SD Huesca is gebaseerd op de legende dat de slag door de troepen van Aragón gewonnen werden door de wonderbaarlijke verschijning van Sint Joris, die een groot rood kruis op een witte achtergrond droeg.
Het was José María Mur, de toenmalige voorzitter van de club, die in 1968 de opdracht gaf aan architect Raimundo Bambó om een stadion te tekenen.   Het stadion zou in 1972 gebouwd zijn en zou een totale prijs van ongeveer 15 miljoen peseta's (ongeveer 90.000 euro) gekost hebben. Toen de club zich in 1986 in slechte financiële papieren kwam, dreigde de bank met inbeslagname.  Een groep van 200 mensen, bestaande uit bestuursleden en supporters, verenigden zich in een vennootschap, Fundación Alcoraz genaamd, en namen het stadion over.  Daarna werd de beslissing genomen om SD Huesca aan te wijzen als enige begunstigde van het veld. De club is een van de weinige clubs in La Liga die eigenaar is van zijn stadion.
Er kwamen twee grote renovaties. De eerste tijdens het seizoen 2008-2009, na de promotie naar de Segunda División A. Vooreerst werd de centrale tribune werd uitgebreid en gerenoveerd. Daarnaast werd er een dak gebouwd boven de algemene tribune. Ten slotte kwamen er voorzieningen als een VIP-lounge, een presidentiële box, een perszaal, nieuwe kleedkamers, nieuwe kantoren en nieuwe dug-outs toegevoegd. Na de promotie van het team naar de Primera División hoogste in mei 2018, werd het stadion bijna volledig gerenoveerd om het aan te passen aan de behoeften van het hoogste niveau van het Spaanse voetbal. De herinrichting omvat, naast de tribunes, VIP-boxen en VIP-ruimten, perszaal, gemengde zone, toiletten, bars en parkeerterreinen. Met deze nieuwe verbouwing ging het stadion van iets minder dan 5.500 zitplaatsen naar de huidige 9.100 zitplaatsen.
Anoeta (Real Sociedad) ·
Balaídos (Celta de Vigo) ·
Benito Villamarín (Real Betis) ·
Olympisch Stadion Lluís Companys (FC Barcelona) ·
De la Cerámica (Villarreal CF) ·
Ciutat de València (Levante UD) ·
Coliseum Alfonso Pérez (Getafe CF) ·
El Sadar (CA Osasuna) ·
Martínez Valero (Elche CF) ·
Mendizorrotza (Deportivo Alavés) ·
Mestalla (Valencia CF) ·
Nuevo Los Cármenes (Granada CF) ·
Ramón de Carranza (Cádiz CF) ·
Ramón Sánchez Pizjuán (Sevilla FC) ·
RCDE Stadium (RCD Espanyol) ·
San Mamés (Athletic Bilbao) ·
Santiago Bernabéu (Real Madrid CF) ·
Vallecas (Rayo Vallecano) ·
Visit Mallorca Estadi (RCD Mallorca) ·
Estadio Wanda Metropolitano (Atlético Madrid)
Anduva (CD Mirandés) ·
Anxo Carro (CD Lugo) ·
Butarque (CD Leganés) ·
Can Misses (UD Ibiza) ·
Estadio Carlos Tartiere (Real Oviedo) ·
Cartagonova (FC Cartagena) ·
El Alcoraz (SD Huesca) ·
El Molinón (Sporting Gijón) ·
El Plantío (Burgos CF) ·
El Toralín (SD Ponferradina) ·
Fernando Torres (CF Fuenlabrada) ·
Gran Canaria (UD Las Palmas) ·
Heliodoro Rodríguez López (CD Tenerife) ·
Ipurua (SD Eibar) ·
José Luis Orbegozo (Real Sociedad B) ·
José Zorrilla (Real Valladolid) ·
Juegos Mediterráneos (UD Almería) ·
La Romareda (Real Zaragoza) ·
La Rosaleda (Málaga CF) ·
Montilivi (Girona FC) ·
Santo Domingo (AD Alcorcón) ·
Urritxe (SD Amorebieta)